# Кадріна (волость)
Кадріна (ест. Rägavere) — волость в Естонії, у складі повіту Ляяне-Вірумаа. Волосна адміністрація розташована в селищі Кадріна.

## Розташування
Площа волості — 329,26 км², чисельність населення станом на 2007 становить 5500 чоловік.
Адміністративний центр волості — сільське селище (ест. alevik) Кадріна. Крім того, на території волості знаходяться 1 селище Хулья і 37 сіл: Ама (Ama), Арбавере (Arbavere), Хибеда (Hõbeda), Хярйаді (Härjadi), Йиепере (Jõepere), Йиетагусе (Jõetaguse), Кадапіку (Kadapiku), Каллуксе (Kallukse), Кіхлевере (Kihlevere), Кіку (Kiku), Кирвекюла (Kõrveküla), Ланте (Lante), Леікуде (Leikude), Лообу (Loobu), Лясна (Läsna), Миндавере (Mõndavere), Мяо (Mäo), Нееруті (Neeruti), Охепалу (Ohepalu), Орутагусе (Orutaguse), Паріісі (Pariisi), Риіма (Põima), Рідакюла (Ridaküla), Римеда (Rõmeda), Салда (Salda), Саиксе (Saukse), Тірбіку (Tirbiku), Токолопі (Tokolopi), Удріку (Udriku), Уку (Uku), Ундла (Undla), Ваіату (Vaiatu), Ванду (Vandu), Віітна (Viitna), Вохпйа (Vohnja), Видувере (Võduvere), Виіпере (Võipere).